# Wahlen in St. Vincent und den Grenadinen 1966
Die Wahlen in St. Vincent und den Grenadinen (1966 Vincentian general election) wurden am 22. August 1966 in St. Vincent und den Grenadinen durchgeführt. Auch wenn die Saint Vincent Labour Party (SVLP) erstmals Stimmen bei nationalen Wahlen erringen konnte, erlaubte es der Auszählungsmodus nach Wahlkreisen der People’s Political Party (PPP) die absolute Mehrheit zu halten. Ebenezer Joshua (PPP) wurde erneut zum Chief Minister ernannt. Er wurde jedoch am 7. April des folgenden Jahres von Gouverneur Hywel George abberufen, welcher das Interim führte, bevor im folgenden Monat vorgezogene Neuwahlen stattfanden.

## House of Assembly
1966 bestand das House of Assembly von St. Vincent und den Grenadinen aus vierzehn Mitgliedern, von denen neun direkt gewählt wurden.
Zum „Rat“ gehörte auch der Gouverneur der Kolonie, der so genannte „Administrator“ der Krone. Zwei Mitglieder kraft Amtes waren der Crown Attorney und der Treasurer, daneben wurden zwei Mitglieder vom Gouverneur ernannt. Die neun wählbaren Mitglieder wurden durch Mehrheitswahl von den Bürgern gewählt.

## Ergebnisse
|                                  |                                   |         |       |        |       |     |  |  |  |
| Partei                           | Partei                            | Stimmen | %     | +/-    | Sitze | +/- |  |  |  |
|                                  | People’s Political Party (PPP)    | 13.427  | 49,03 | ▼ 0,29 | 5     | ▼ 1 |  |  |  |
|                                  | Saint Vincent Labour Party (SVLP) | 13.930  | 50,87 | ▲ 2,99 | 4     | ▲ 1 |  |  |  |
|                                  | Unabhängige (Ind)                 | 28      | 0,10  | ▼ 2,70 | 0     |     |  |  |  |
|                                  |                                   |         |       |        |       |     |  |  |  |
| Gültige Stimmen                  | Gültige Stimmen                   | 27.385  | 98,02 |        |       |     |  |  |  |
| Ungültige Stimmen                | Ungültige Stimmen                 | 552     | 1,98  |        |       |     |  |  |  |
| Gesamt                           | Gesamt                            | 27.937  | 100   | -      | 9     |     |  |  |  |
| Nichtwähler                      | Nichtwähler                       | 5.107   | 15,46 |        |       |     |  |  |  |
| Wahlberechtigte /Wahlbeteiligung | Wahlberechtigte /Wahlbeteiligung  | 33.044  | 84,54 |        |       |     |  |  |  |

| Absolute Mehrheit |     |
| ↓                 |     |
| 4                 | 5   |
| PTSV              | PPP |

## Abgeordnete
| Wahlkreis        | Scheidender Abgeordneter     | Partei | Partei | Gewählter Abgeordneter       | Partei | Partei |
| ---------------- | ---------------------------- | ------ | ------ | ---------------------------- | ------ | ------ |
| North Leeward    | Samuel Eric Slater           |        | PPP    | Samuel Eric Slater           |        | PPP    |
| South Leeward    | Herman Fraser Young          |        | SVLP   | Joseph Lambert Eustace       |        | SVLP   |
| Kingstown        | Alphaeus Clarence Grey Allen |        | PPP    | Emmanuel Fatima Adams        |        | PPP    |
| West St. George  | Henry Afflick Haynes         |        | PPP    | Roderick Fitzgerald Marksman |        | PPP    |
| East St. George  | Robert Milton Cato           |        | SVLP   | Robert Milton Cato           |        | SVLP   |
| South Windward   | Levi Calvert Latham          |        | SVLP   | Levi Calvert Latham          |        | SVLP   |
| Central Windward | Ebenezer Joshua              |        | PPP    | Ebenezer Joshua              |        | PPP    |
| North Windward   | Ivy Inez Joshua              |        | PPP    | Ivy Inez Joshua              |        | PPP    |
| Grenadines       | Clive Leonard Tannis         |        | PPP    | James Fitz-Allen Mitchell    |        | SVLP   |